# Edwin Encarnación
Edwin Elpidio Encarnación (La Romana, 7 gennaio 1983) è un giocatore di baseball dominicano.

## Carriera
Frequentava la Manuela Toro High School di Caguas, Porto Rico, quando venne selezionato nel nono turno del draft MLB 2000 dai Texas Rangers. Il 15 giugno 2001 i Rangers lo scambiarono con i Cincinnati Reds. Debuttò nella Major League Baseball il 24 giugno 2005, al Jacobs Field di Cleveland contro i Cleveland Indians. Nella sua prima stagione disputò 69 partite, con una media battuta di .232, 9 fuoricampo e 31 punti battuti a casa (RBI). Nel 2007 ebbe una partenza lenta, venendo spostato per un breve periodo nelle minor league. Disputò una stagione positiva nel 2008, battendo 26 fuoricampo, dopo di che scese in campo 43 volte coi Reds nel 2009, battendo solo con .209 e 5 fuoricampo, venendo scambiato con i Toronto Blue Jays il 31 luglio. Nell'ultima giornata della stagione 2010, contro i Minnesota Twins, batté il 100º fuoricampo in carriera.

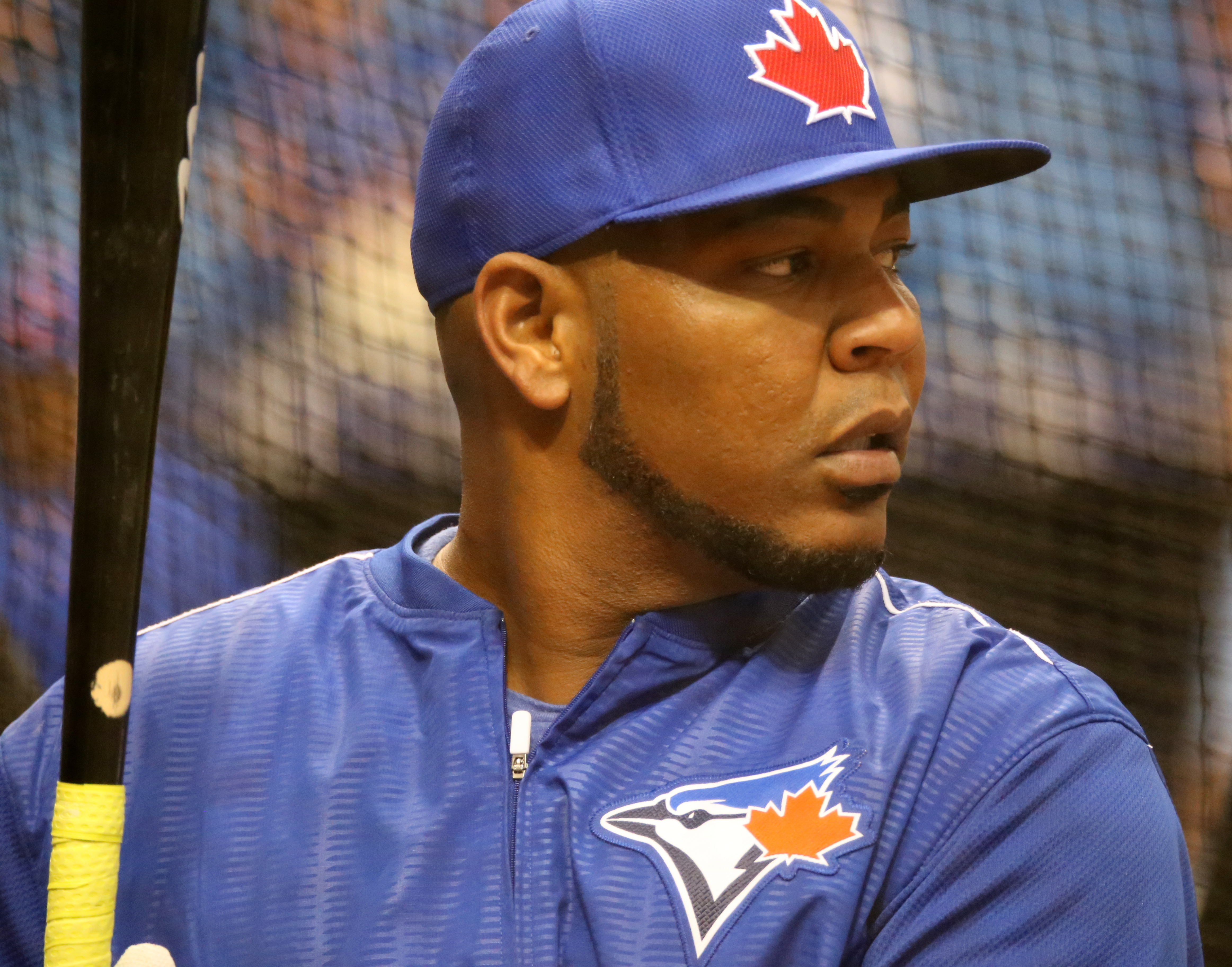
Encarnación nel 2016 con i Toronto Blue Jays

Le statistiche salirono rapidamente nel corso delle prime stagioni a Toronto. Il settembre 2012, in una casalinga contro i Seattle Mariners, batté il suo 40º fuoricampo della stagione (su lancio di Félix Hernández), facendo registrare anche il 100º RBI, la prima volta che toccò tali cifre in carriera. A fine stagione, la Baseball Writers' Association of America (BBWAA) lo votò come giocatore dell'anno dei Blue Jays L'anno seguente fu convocato per il suo primo All-Star Game, terminando con .272 in battuta, 36 fuoricampo e 104 RBI malgrado un infortunio al polso subito a settembre.
Batté il suo 200º fuoricampo l'8 maggio 2014 contro i Philadelphia Phillies. In quel mese di maggio stabilì un record di franchigia con 14 home run in trenta giorni. Venne convocato per il secondo All-Star Game consecutivo, chiudendo con 34 fuoricampo e 98 RBI. Nel 2015 stabilì i record di franchigia per RBI in una singola gara (9) e in un mese (35 ad agosto). Chiuse con 39 home run e 111 fuoricampo, con Toronto che tornò ai playoff per la prima volta dal 1993. Nel 2016, l'ultima stagione coi Blue Jays, fu convocato per il terzo All-Star Game, batté il suo 300º fuoricampo in carriera e a fine anno guidò l'American League con 127 RBI (alla pari di David Ortiz), oltre a 40 home run.
Il 5 gennaio 2017, firmò un contratto triennale con i Cleveland Indians del valore di 60 milioni di dollari. Nella prima partita con la nuova maglia batté un fuoricampo contro i Texas Rangers. La sua prima stagione a Cleveland si chiuse con 38 fuoricampo e 107 RBI.
il 13 dicembre 2018 venne scambiato dagli Indians con i Seattle Mariners. Il 15 giugno 2019, i Mariners lo scambiarono con i New York Yankees per una somma in denaro e il giocatore di minor league Juan Then.
Il 25 dicembre 2019, Encarnación firmò un contratto della validità di un anno con i Chicago White Sox. L'accordo venne ufficializzato il 9 gennaio 2020.. Divenne free agent il 30 ottobre, a stagione conclusa.

## Palmarès

### Nazionale
- World Baseball Classic:  Medaglia d'Oro

Team Rep. Dominicana: 2013

### Individuale
- MLB All-Star: 3

2013, 2014, 2016
- Leader dell'American League in punti battuti a casa: 1

2016
- Giocatore del mese della AL: 2

maggio 2014, agosto 2015
- Giocatore della settimana: 6

NL: 13 agosto 2006
AL: 3 ottobre 2010, 28 luglio 2013, 11 maggio 2014, 30 agosto 2015, 3 giugno 2018